# Aivaras Mikutis
Aivaras Mikutis (* 16. September 2002 in Kvėdarna) ist ein litauischer Radrennfahrer, der auf der Straße aktiv ist.

## Sportliche Karriere
Nach dem Wechsel in die U23 wurde Mikutis 2021 zunächst Mitglied im Ampler Development Team. Auf nationaler Ebene gewann er 2021 und 2022 den U23-Titel im Straßenrennen und 2022 erstmals den Titel in der Elite im Einzelzeitfahren. Bestes Ergebnis bei einem Eintagesrennen war der dritte Platz beim Grand Prix de la Somme, bei einem Etappenrennen der dritte Platz dei der Flanders Tomorrow Tour jeweils in der Saison 2022.
Zur Saison 2023 wechselte Mikutis in das Tudor Pro Cycling Team U23. Beim Carpathian Couriers Race 2023 erzielte er mit dem zweiten Platz auf der zweiten Etappe sein bisher bestes internationales Ergebnis. National verteidigte er 2023 erfolgreich seinen Titel im Einzelzeitfahren. Im Juli 2024 gab sein Team bekannt, dass er zur Saison 2025 in das UCI ProTeam von Tudor aufsteigt.

## Erfolge
2019
- Litauischer Meister – Einzelzeitfahren (Junioren)

2020
- Litauischer Meister – Einzelzeitfahren (Junioren)

2021
- Litauischer Meister – Straßenrennen (U23)

2022
- Litauischer Meister – Einzelzeitfahren
- Litauischer Meister – Straßenrennen (U23)

2023
- Litauischer Meister – Einzelzeitfahren

2025
- Litauischer Meister – Einzelzeitfahren
- Litauischer Meister – Straßenrennen